# Gimmick (Wrestling)

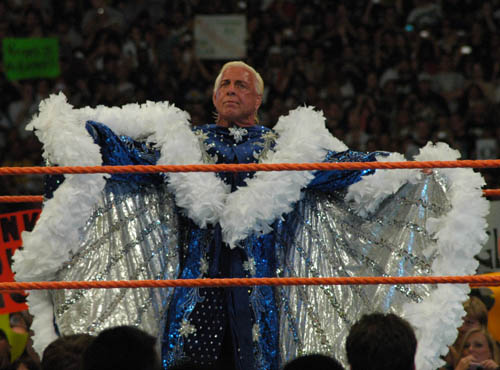
Ric Flairs „Nature Boy“-Gimmick wurde zuvor schon von Buddy Rogers benutzt

Gimmick bezeichnet im Wrestling den im Ring dargestellten Charakter eines Wrestlers. Der Begriff leitet sich aus der englischen Werbesprache ab, in der Gimmick das Besondere, Einzigartige eines Produkts bezeichnet.

## Funktion
Wie Werbe-Gimmicks dient das Gimmick im Wrestling dem Geschäft. Wrestler werden durch ihre Gimmicks interessanter und ziehen mehr Publikum an. Ein funktionierendes Gimmick fördert die Beliebtheit eines Faces oder die Unbeliebtheit eines Heels beim Publikum. Ein erfolgreiches Gimmick kann einen Wrestler über seine ganze Karriere begleiten. Gimmicks, die nicht die gewünschten Reaktionen bekommen, werden gewöhnlich fallen gelassen, so dass ein Wrestler im Laufe seiner Karriere mehrere Gimmicks verkörpert haben kann. Wrestling-Gimmicks bieten Anknüpfungspunkte für Storylines und unterliegen deren Entwicklungen, so dass sich ein Wrestlinggimmick im Laufe seiner Verwendung verändern kann. So war beispielsweise „Doink the Clown“ ein Clown mit Charaktereigenschaften, die an Stephen Kings Es erinnerten. Nachdem die Figur zum Face verändert wurde, war das Gimmick ein typischer, lustiger Zirkusclown. Besonders erfolgreiche Gimmicks werden oftmals von anderen Wrestlern übernommen, Beispiele hierfür sind das „Nature Boy“-Gimmick, das zunächst von Buddy Rogers und später von Ric Flair benutzt wurde, oder das „Wild Samoan“-Gimmick der Headshrinkers. Gelegentlich werden Gimmicks auch von konkurrierenden Veranstaltern kopiert, so erschienen in der World Wrestling Federation kurz nach den ersten Erfolgen der Road Warriors bei Georgia Championship Wrestling mit Demolition und bei Mid-Atlantic Championship Wrestling mit den Powers of Pain ähnlich angelegte Tag Teams.

## Geschichte
Gimmicks kamen im Wrestling mit der Wandelung vom professionellen Ringkampf zur sportgeprägten Unterhaltung auf. Gimmicks reichen von einfachen Charakterzügen, nach denen sich der Wrestler vor Publikum verhält, bis hin zu Kunstfiguren, zu deren Rolle komplexe Kostümierung, fiktive Biographien und eine komplexe fiktive Persönlichkeit gehören. Die meisten Gimmicks liegen zwischen diesen Extremen. Frühe Gimmicks betonten die Zugehörigkeit von Wrestlern zu ethnischen oder gesellschaftlichen Gruppen oder übertrieben Charakterzüge. Typische Gimmicks, die immer wieder erschienen, waren beispielsweise Indianer, die tatsächlich indianischer, aber auch wie Chief Jay Strongbow anderer Abstammung sein konnten, Hillbillies oder Rednecks oder narzisstische Persönlichkeiten. Mit der Zunahme der Bedeutung des Fernsehens für das Wrestlinggeschäft wurden die Gimmicks komplizierter. Ihren Höhepunkt hatte die Entwicklung Anfang der 1990er Jahre, als die Branchenriesen WWE und World Championship Wrestling um die Marktführerschaft stritten und in denen immer fantastischere und realitätsfernere Gimmicks entwickelt wurden, darunter legendäre Fehlschläge wie der Gobbledy Gooker oder der Shockmaster. Mit der Attitude-Ära der WWE begann eine Entwicklung zurück zu Gimmicks, die weniger phantastisch angelegt waren, wie etwa das des harten, kompromisslosen Draufgängers „Stone Cold“ Steve Austins oder das „Straight Edge“-Gimmick eines CM Punk.